# Peko
Peko je estonský epos psaný v setuském nářečí a sestavený pěvkyní Anne Vabarnou ve spolupráci s estonským archivářem a knihovníkem Paulopriitem Voolainem na konci 20. let 20. století. V knižní podobě epos vyšel poprvé až v roce 1995 ve finském Kuopiu. Dílo se skládá ze čtyřiceti tří zpěvů a je rozděleno na dvě části, které dohromady obsahují téměř 8000 veršů. Hlavní postavou eposu je původně setuský bůh úrody a hojnosti Peko, který je zde ovšem vykreslován jako hrdina se zázračnou dubovou palicí, válečník a lovec. Po jeho boku se objevuje například postava Ježíše či Marie. Vzhledem k ženské perspektivě na úrovni vypravěče i tematizaci ženského údělu se epos řadí mezi tzv. ženské baltofinské eposy.

## Kontext vzniku díla
První myšlenky na sestavení setuského eposu Peko sahají až do roku 1921, kdy se v Petseri konalo první shromáždění Setuů, v jehož rámci vznikla idea propagace setuské kultury, a to i prostřednictvím vydávání literatury psané setuským nářečím. Této myšlenky se nadšeně chytil zejména Lauri Kettunen, profesor baltofinských jazyků na Univerzitě v Tartu, který přesvědčil setuského rodáka Paulopriita Voolaineho k sepsání setuské čítanky, jejíž první část vyšla v roce 1925. Ta obsahovala mimo jiné články etnomuzikologa Armase Otta Väisänena o setuských lidových písních a hudbě. Z hlediska budoucího eposu sehrála zásadní roli Voolaineova lyricko-epická báseň o setuském králi.
V roce 1926 došlo pravděpodobně k prvnímu osobnímu setkání P. Voolaineho a A. Vabarny. V únoru 1927 poslal Voolaine A. Vabarně dopis, v němž nastínil základní dějovou linku eposu a přibližně sto témat. Vabarna poté linku a navržená témata rozvinula, přičemž vycházela především z toho, co sama zažila a viděla. Pro Estonce, kteří mají v eposech dlouholetou zálibu, se tento lidově-slovesný experiment stal významným milníkem, ačkoliv k jeho vydání došlo až ke konci 20. století. Setuové mají k eposu Peko naopak zvláštní symbolický vztah.

## Jazykový kontext
Epos je psán v setuštině (seto kiil´), která patří mezi baltofinské jazyky. Jedná se o jihoestonské podnářečí, jímž hovoří Setuové. Od standardní (severní) estonštiny se setuský jazyk liší v mnoha aspektech, a to zejména z hlediska fonologie, gramatiky a slovní zásoby. V roce 2011 hovořilo setuštinou necelých 13 000 mluvčích.

## Setuská lidová slovesnost
Mezi tvůrce setuské tradiční lidové slovesnosti patřily zejména ženy, stejně jako je tomu ve zbytku Estonska. Nejznámějším umělkyním v této oblasti se říkalo lauluemot (‘matky písní’) a patřily mezi ně například Hilana Taarka, Miku Ode nebo Veera Pähnäpuu. Setuskou lidovou slovesnost předávali také mužští zpěváci, avšak jejich přínos v rámci sesbíraných materiálů je značně menší, jelikož například některé žánry příležitostných písní (např. týkající se pití) se zpravidla písemně nezaznamenávaly.
Pro jihoestonskou slovesnost je obecně typickým znakem lyrika, v setuské oblasti však vždy převládaly epické písně. Běžný byl taktéž vícehlasný sbor o alespoň dvou hlasech, přičemž větší část sboru (torrõ) opakovala melodii hlavního zpěváka, zatímco jeden zpěvák (killõ) zpíval vyšší melodii. Písně byly přímo určeny k veřejnému předvádění a vznikaly vlastně až při samotném zpívání, šlo tedy z velké části o improvizaci. Při písemném zápisu měl pak zpěvák často problémy si na text písně vzpomenout. Tradičně měla jedna píseň mnoho podob – měnila se totiž s každým dalším vystoupením.
Typickým znakem setuských písní je variace, a to na všech úrovních. Jedna píseň se tak mohla u každého zpěváka lišit, a jak již bylo zmíněno, většinou existovalo několik verzí písně i u stejného zpěváka. Zdokumentované látky lidové slovesnosti závisely ve značné míře také na pohlaví sběratele. Pro sběratelky bylo například složité hovořit s mužskými zpěváky, jelikož interpretace zpěvů byla mnohdy ovlivněna předsudky a genderem. Mezi formální prvky setuské lidové slovesnosti patří zejména stereotypní formulace, užívání stejných veršů v různých písních (i v improvizaci) nebo stejné kombinace skupin veršů a motivů v různých písních. O skutečném repertoáru daného zpěváka hovoří především šíře jeho veršového rejstříku. Taktéž v eposu Peko se objevují výpůjčky ze starších setuských písní.

## Autoři
Anne Vabarna (1877–1964) byla významná setuská pěvkyně, z jejíž tvorby máme, na rozdíl od jiných stejně talentovaných pěvkyň, i zvukové nahrávky. Bylo to díky živému zájmu tehdejších folkloristů, ale i zásluhou A. Vabarny, která se sama aktivně přičinila o zaznamenávání svých zpěvů. Sama neuměla psát, a její texty proto písemně zachycoval devatenáctiletý syn Ivo. Její dílo je uloženo v archivech estonské lidové slovesnosti, navíc bylo publikováno několik jejích nahrávek a textů a také mnoho studií vycházejících z jejích zpěvů. A. Vabarna za svůj život vytvořila přibližně 150 000 veršů, což je více než u kteréhokoliv jiného ugrofinského pěvce, a toto její dědictví je významným etnografickým obrazem tehdejší setuské společnosti. Texty A. Vabarny jsou hlubokým vhledem do světa jedince, ale i generalizací světa setuské společnosti na počátku 20. století.
A. Vabarna se narodila poblíž dnešního estonského města Värska a již ve svých osmnácti letech se provdala a přestěhovala do vedlejší vesnice Tonja, kde porodila celkem devět dětí. Jako první projevil o její písně zájem etnomuzikolog a folklorista Armas Otto Väisänen, a to v roce 1914, když A. Vabarna zpívala v pěveckém sboru. Samostatně začala zpívat v roce 1923 a v tomtéž roce Väisänen zaznamenal prvních 8500 veršů.
Epos Peko je výsledkem spolupráce A. Vabarny s estonským sběratelem lidové slovesnosti a archivářem Paulopriitem Voolainem (vl. jménem Friedrich Pedmanson). Voolaine (1899–1985) se narodil v jižním Estonsku ve městě Räpina a s mluvčími setuštiny byl v kontaktu již od útlého dětství. V rámci svých studií na Univerzitě v Tartu navštěvoval například přednášky již zmíněného profesora Lauriho Kettunena. Voolaineho nejvíce zajímala právě národní kultura a nářečí. Z jeho badatelské činnosti se dochovalo více než 5000 stran týkajících se lidové slovesnosti, 400 stran textů o nářečích, stovky obrázků a muzejních předmětů apod.

## Vztah k jiným eposům a intertextualita
Epos Peko v mnoha směrech navazuje na jiná epická díla lidové slovesnosti. Srovnat jej lze například se staroanglickým hrdinským eposem Béowulf, jenž je podobně jako Peko založen na mýtu o bohu úrody žijícím v oblasti Baltského moře – v tomto případě se jedná o syna dánského krále Scylda. Přestože Béowulf vykazuje rozpoznatelné prvky lidové slovesnosti, jejich zdroj je nejasný. Peko naproti tomu přímo souvisí s lidovým kultem uctívání boha hojnosti Peka a nepřímo navazuje též na estonské lidové příběhy o bohatýrovi Kalevipoegovi.
Epos Peko je do značné míry ovlivněn právě estonským eposem Kalevipoeg od F. R. Kreutzwalda a také finskou Kalevalou sestavenou E. Lönnrotem. Z Kalevipoegu pocházejí například náměty orby nebo zbavování lesa dravé zvěře. Postava Peka bývá často přirovnávána také ke kalevalskému hrdinovi Sampsu Pellervoinenovi. Kalevipoeg i Kalevala sloužily jako vzor zejména při snaze vyobrazit minulost bájnou formou, v níž nesmějí chybět popisy hrdinských činů.
Podobnost s Kalevalou vykazuje epos hned v několika ohledech: je psaný tzv. kalevalským metrem, tj. čtyřstopým nerýmovaným trochejem, jemuž se v estonštině říká také regivärss. Z formálních rysů se v obou dílech objevují například paralelismy či aliterace. Dalším charakteristickým znakem lidové slovesnosti, který oba eposy spojuje, je přítomnost pěvce (ačkoliv v eposu Peko jde o ženu). Společnými motivy jsou pak zrození, statný dub se zázračnými účinky, hudební nástroj kantele, sauna nebo motiv námluv. Podobně jako v Kalevale se zde zpívá o říši mrtvých (v Kalevale Tuonela, v Peku Toone). V obou dílech pak nalezneme rysy křesťanství i pohanské víry.
Na první pohled jsou zde jasné také odkazy na Bibli. Pohanský bůh Peko je vykreslen jakožto Ježíšův pomocník a po celý život je doprovázen právě Ježíšem a Marií. Explicitně je zde znázorněna hrdinova víra v jediného boha a návaznost na Bibli se velmi silně projevuje zejména v epilogu. Mimoto se zde objevují další biblické narážky, např. v podobě kouzelné jabloně nebo žebra, které Peko na sklonku života uková.

## Epos

### Peko
Setuská postava Peka má stejné kořeny jako Pellonpecko (Pekko) uvedený v díle Mikaela Agricoly Psalttari (1551). Pekko je považován za boha ječmene a ječmenného nápoje. Hrdina eposu Peko je pak ekvivalentem finsko-karelského Pekky. Podle finského religionisty Una Harvy nebyl Pekko pro Finy pouze bohem ječmene a piva, ale také básní a písní, podobně jako v řecké mytologii bůh Dionýsos.
Jméno Peko odpovídá pravděpodobně finskému vlastnímu jméno Pekko, které prapůvodně vychází z latinského Petrus. Podoba jména mohla být ovlivněna též finským výrazem peikko (šotek, skřítek) – v některých finských nářečích se totiž objevuje jeho monoftongizovaná varianta pekko. Slovem pekko se též ve staré finštině a některých dialektických variantách označují lesní zvířata (např. metsänpekko – medvěd).
Peko byl setuský bůh úrody a lidé věřili, že přináší do každodenního života štěstí a například ochranu úrody před kroupami. V oblasti Setumaa však nešlo o jediného boha úrody. Modlitby k Pekovi a jeho uctívání byly součástí slavnosti korädsipraasniekka. Boha Peku představovala postavička vytvořená ze dřeva či vosku, která každý rok putovala zabalená v bílé látce od rodiny k rodině, kde byla většinou uložena v sýpce. Slavnosti boha Peka se konaly dvakrát do roka, přičemž ta podzimní byla určena pouze mužům. Její součástí byly rituály s chlebem či společná modlitba v kruhu u hospodáře, jenž u sebe daný rok držel rituální postavičku Peka. Po modlitbě následovaly zápasy mužů, během nichž často docházelo i k přeskakování plotu. Ten, kdo začal nejdříve krvácet, byl pro následující rok zvolen Pekovým hospodářem a musel zorganizovat příští slavnost.

### Struktura eposu a děj
Epos Peko tvoří dvě hlavní části: část o Pekově životě a epilog s podtitulem „Pekovy předpovědi se naplňují“, jenž obsahuje různorodé příběhy vedlejších postav. První část obsahuje celkem dvacet devět zpěvů, druhá čtrnáct. První a poslední zpěv eposu tvoří úvodní a závěrečná slova zpěvačky.
Epos začíná úvodním zpěvem pěvkyně, která se modlí k Ježíšovi a prosí jej o pomoc při psaní tohoto díla a poté představuje čtenáři postavu Peka, o němž bude dále zpívat. Následuje okamžik zrození postavy Peka, jemuž předchází velmi náročný porod. Už zde se objevují také postavy Ježíše a Marie, kteří při porodu Peka pomáhají. Tyto biblické postavy jsou dále zapojeny do všech událostí týkajících se Peka i jeho rodiny. Po vzoru epických hrdinů Peko zázračně rychle roste a brzy získává vlastnosti dospělého muže. Když dospěje, rozhodne se oženit a od svých rodičů žádá nejen požehnání, ale i rady. Bůh sešle jeho matce sen, podle něhož se na břehu moře nachází zázračná jabloň a pod ní sedí Ježíšem vychovaná panna Nabra a plete punčochu. Peko ji požádá o ruku, Nabra souhlasí a koná se svatba. Společný život manželského páru probíhá po všech stránkách dobře. Mladičká Nabra svým zpěvem dokáže přivolat déšť a zlepšit úrodu. Mladému páru se také narodí dva chlapci – odvážný Jorosk a Merosk, který hraje na kantele.
Poklidný každodenní život se změní, když Peko nalezne na poli dubovou palici. Čísla a nápisy na ní si vyloží tak, že má palici uložit do truhly a použít ji pouze v případě nouze, tedy když je špatná úroda nebo dojde-li k válce. Než k válce skutečně dojde, umírají Pekovi rodiče, kteří ji předpověděli. Peko si bere dubovou palici a meč a je odhodlán bránit svou zem. Pomocí svíčky rodina dostává předpověď, že jakmile se Peko vrátí z války domů, stane se králem polí. Peko poté odchází do svého tajného příbytku v jeskyni, brzy však přilétnou ptáci a sdělí mu, že Ježíš již očekává silného muže, jenž bude ve válce proti Rusům bojovat. Peko tedy odchází do války, v níž udatně bojuje. Dubovou palici schová pod kámen a bojuje pouze mečem. V noci během spánku je však zajat záludnými nepřáteli.
Nabra poté vyšle syny, aby Peka z jeskyně přivedli, ten tam však již dávno není. Na radu šesti dívek, které bůh poslal, zůstává Merosk v jeskyni a hraje na kantele, dokud Nabra s Joroskem nepřivedou otce zpět. Ve válce však Jorosk zahyne a Nabra upadne do zajetí Rusů. Peko se vrací sám do jeskyně a vypráví Meroskovi, co se stalo. Přichází také Ježíš, který Peka korunuje králem polí i celé oblasti Setumaa. Zároveň ukládá Pekovi první úkol – vyčistit zem od divokých zvířat, která se během války přemnožila. Peko se rozhodne nadále žít v jeskyni. Meroskovi Ježíš přislíbí za ženu jednu z dívek seslaných bohem, Anne. Mladý pár přichází po svatbě do jeskyně, aby Peka pozval domů, ale ten to odmítá, neboť má jako král mnoho povinností. Bere svůj meč a odchází „vyčistit“ lesy od dravé zvěře, jak mu bylo uloženo. Pomocí kouzelné palice se zase stará o dobrou úrodu.
Když Peko zestárne, ukuje na památku budoucím generacím podle vlastního žebra železné žebro. Na vršku jeskyně zasadí dubovou větvičku, z níž vyroste dub, jehož kůra napomáhá od bolesti zubů. Přikáže také postavit klášter (klášter v kraji Petseri). K Pekově přípravě na smrt patří také zlé předtuchy týkající se budoucnosti.
Závěr eposu (epilog) je svou kompozicí méně jednotný než zbytek díla. Obsahuje tyto hlavní části: vyobrazení Ježíšova života vycházející z Bible, popis života původních obyvatel, vyprávění o stěhování Setuů na Sibiř za lepším životem na přelomu 19. a 20. století a příběh o osiřelé dívce Luko, která prosí měsíc, aby jí ulevil od těžkého života a vzal si ji k sobě. Měsíc dívčinu prosbu vyslyší a pozve ji k sobě nahoru na nebe. Od té doby vždy, když je krásné počasí a měsíc jasně září, září také Luko a krásně osvětluje polovinu světa.

### Postavy

#### Peko
Hlavní hrdina eposu a současně světec, zemědělec, válečník a lovec a prorok. Za ženu si vezme dívku Nabru vychovanou Ježíšem a Marií, čímž je v eposu vyřešen konflikt mezi křesťanstvím a pohanstvím. Po válce je Ježíšem korunován na krále polí a celé oblasti Setumaa. Nad svou jeskyní vysadí dub a zaslouží se o výstavbu kláštera v Petseri. Pekovými atributy jsou dubová palice a jeskyně, v níž tráví čas modlitbou a půstem.

#### Nabra
Dívka vychovaná Ježíšem a Marií, později Pekova manželka a matka dvou synů. Svým zpěvem umí přivolat déšť.
Nabra se poprvé zjevuje ve snu Pekovy matky. Je spojována se zázračnou jabloní, jež kvete na podzim a plody nese v zimě. Na svatbě s Pekem ji Ježíš s Marií nazývají dcerou a dávají jí rady do budoucího život. Během války upadá do zajetí Rusů, ale Ježíš jí brzy umožní vstoupit do říše Toone, tedy zemřít.

#### Essu (Ježíš)
Vládce nebes, jediný stvořitel a Pekův životní společník. Jeho epické činy se odehrávají v dávných časech, kdy Ježíš učil, uzdravoval a pomáhal lidem. Je hlavním hrdinou několika zpěvů v druhé části eposu (např. Ježíš léčí nemocné, Ježíšova smrt nebo Ježíš pomáhá rybáři).

#### Maarja (Marie)
Ježíšova společnice, jeho odpovídající božský protějšek. Nekoná samostatně, objevuje se vždy po boku Ježíše. V mnoha případech nejsou od sebe promluvy Ježíše a Marie nijak odděleny.

#### Jorosk
Starší syn Peka a Nabry. Po svém otci zdědil odvahu a společně s matkou se vydává zachránit Peka ze spárů Rusů. Při tom je zabit.

#### Merosk
Mladší syn Peka a Nabry, hráč na kantele, Ježíšův zeť. V mnoha verších se objevuje po boku Joroska, jelikož bratři vše dělají společně. Rozdělí se, až když Jorosk s matkou odcházejí do Ruska, zatímco Merosk zůstává v Pekově jeskyni a hraje na kantele. Později si vezme za manželku Anne, jednu z dcer Ježíše a Marie.

#### Anne
Dcera Ježíše a Marie, manželka Meroska. Anne se objevuje v eposu poté, co byl Peko korunován na krále. Povzbuzuje Meroska, aby přestal truchlit nad smrtí bratra a začal opět hrát na kantele. Merosk si ji chce vzít za ženu, Ježíš se sňatkem souhlasí a dává mladému páru požehnání.

### Tematická výstavba
Při odhlédnutí od makrostruktury díla a přesunutí pozornosti k jeho mikrostruktuře se objevuje zcela nová a hlubší stránka díla, kdy už se nejedná o pouhý hrdinský příběh. Hlavní dějová linka popisující Pekovy epické činy, která je výsledkem spolupráce A. Vabarny a P. Voolaineho, obsahuje také mnoho dějových odboček, scén a motivů, které nejsou o nic méně důležité než hlavní děj. Jestliže o Voolaineho příběhu (tj. Pekův hrdinský příběh) budeme hovořit jako o kostře celého eposu, pak ostatní a na první pohled menší příběhy tvoří jeho vazy a svaly. V těchto příbězích se objevují postavy (zejména ženské), které z hlediska celého eposu představují pouze podpůrné role, avšak z ideologického hlediska se jedná o ústřední postavy – jsou to například Pekova matka, Pekova manželka Nabra, snacha Anne nebo osiřelá dívka Luko. Ve scénách s těmito postavami můžeme zpozorovat také jisté zpomalení hlavního narativu, místo něhož autorka dává do popředí popis takových události, jako je například oblékání, stravování, půst či další druhy rituálního chování. V zásadě se tak jedná o popis každodenního života setuských žen.
Objevuje se zde také motiv ženského těla a kontroly nad ním (např. nemocná matka nečekaně ztrácí vědomí po návštěvě sauny, což vede k její smrti a konečné ztrátě kontroly nad jejím tělem). Epos obsahuje mnoho realistických popisů všedního života setuských žen, jejich práce, zvyků i rodinných vztahů. V tomto díle jsou reflektovány zejména vztahy v rámci širší rodiny, ale také mezi mužem a jeho manželkou. Zřetelná je také snaha
o zobrazení každodenních drobných strastí žen, jako jsou starost o jídlo a strávníky, porod a rekonvalescence po něm, starost o nemocné, umírající či mrtvé, dodržování rodinných tradicí a náboženských zvyků. Při pozornějším čtení lze zaznamenat drobnější, avšak o to důležitější každodenní traumatické zážitky, jimiž si žena prochází, například potlačované city. Texty písní do jisté míry odráží autorku a způsob, jímž vnímá okolní svět. Obrazy a motivy, které na první pohled působí genderově neutrálně, vycházejí při bližším zkoumání z ženské zkušenosti.

### Stylistická rovina
Epos obsahuje mnoho stylistických prostředků a básnických figur typických pro lidovou slovesnost. Velmi častým prostředkem je paralelismus či opakování, které také sloužilo ke snazšímu zapamatování písně. V díle se dále objevuje vzestupná gradace (klimax), v níž dochází k postupnému zesilování (např. Essut jal kutsuti kolmõ (tři) paika / viite (pět) paika veerätedi), ale také sestupná gradace (antiklimax), a to zejména číselná (např. Pekot uut‘ kodo kolm (tři) päivä / kai kodo kats (dva) päivä). Častou figurou je také epanastrofa, tj. opakování stejného slova či slovního spojení na konci jednoho a začátku následujícího verše (např. Õga õks nä seda usust võta-as / usust võta-as, tõõst panõ-s), čímž dochází také ke vzniku již zmíněného opakování. Dalšími typickými prostředky jsou přirovnání, metafora, rétorická zvolání, přírodní personifikace či aliterace (např. kandku‘ kodo kui kanno).

### Lexikální rovina
Vedle běžné slovní zásoby se v eposu objevují například výpůjčky z ruštiny. Přestože byli Setuové dlouhou dobu v těsném kontaktu s tímto jazykem, takových výpůjček se zde objevuje poměrně málo, přibližně padesát. Dále zde nalezneme ozvláštňující prvky, například rýmové konstrukce (hulgõ-halgõ, tsilgõ-tsälgõ, riste-räste). Velmi často se v díle opakují některé výrazy, např. kulus (dobrý, slušný) nebo veerüs (krásný).